# Dead Ball Zone
Dead Ball Zone est un jeu vidéo de handball futuriste sorti en 1998 sur PlayStation. Il a été développé par Rage Software.
Dans ce jeu, tous les coups sont permis ; par exemple, il est possible d'utiliser une tronçonneuse pour arrêter les joueurs adverses. Très violent, il est déconseillé au jeune public.

Les parties se jouent par équipes et il n'est pas rare d'assister à la mort d'un des joueurs sur le terrain.